# Uwan

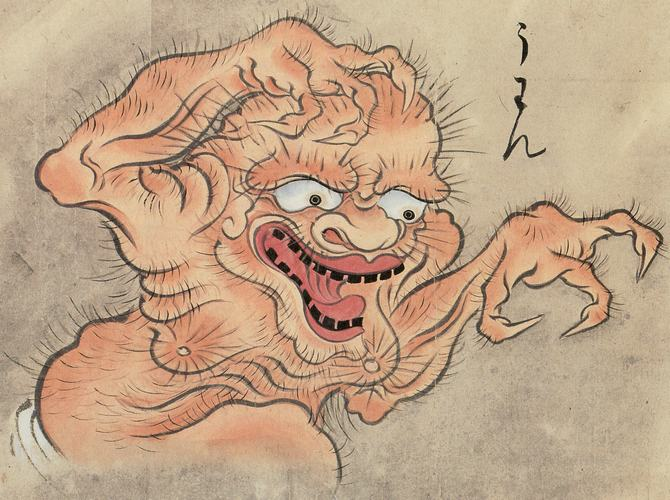
Un uwan representado por Sawaki Suushi

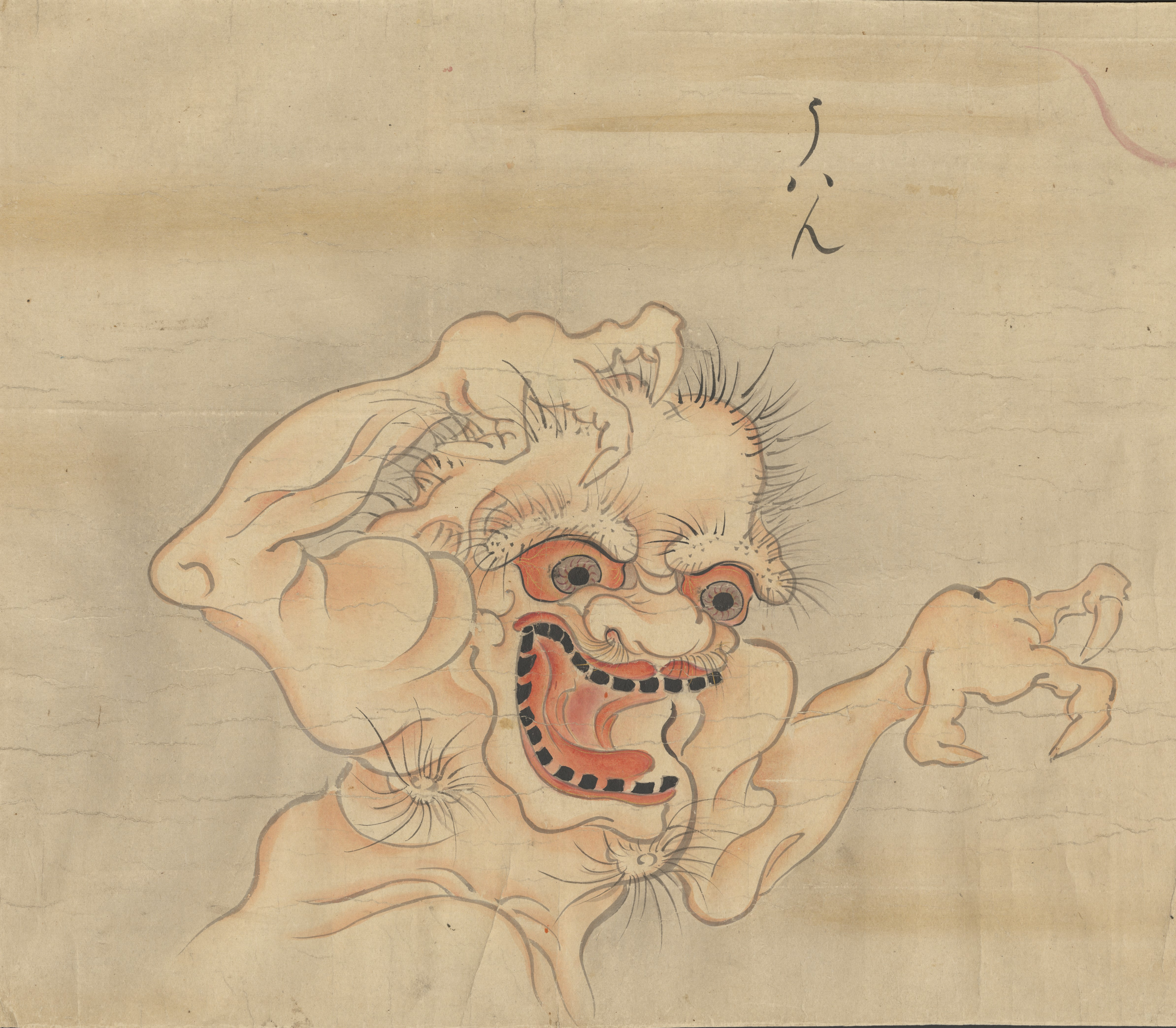
Uwan (う ハ ん) de Bakemono no e (化 物 之, c. 1700), Harry F. Bruning Colección de libros y manuscritos japoneses, L. Tom Perry Colecciones especiales, Biblioteca Harold B. Lee, Universidad Brigham Young.

Un uwan (うわん?) es una voz sin cuerpo que habita en templos antiguos, y hogares abandonados. Según antiguas leyendas de la prefectura de Aomori Japón, cuando una persona entra en uno de estos edificios, que no tiene forma yōkai, grita perforando las orejas, la voz es solo audible para las personas dentro del edificio y aquellos que están fuera no oyen nada. Un uwan no existe físicamente y solo consiste en el sonido, no representa ningún peligro físico.
Antiguas leyendas japonesas ofrecen varios ejemplos de informes sobre yōkais como el uwan, que consisten en nada más que el sonido, la luz, los fenómenos naturales, o de otra índole. En el período Edo, sin embargo, estos espíritus demoníacos se les dan cuerpos físicos con artistas como Sawaki Suushi que los incorporan a su trabajo.